# Juan de Eltham
Juan de Eltham, conde de Cornualles (Palacio de Eltham, 25 de agosto de 1316 - Perth, Escocia; 13 de septiembre de 1336) fue el segundo hijo del rey Eduardo II de Inglaterra y la reina Isabel de Francia (1292-1358). Él era el heredero al trono Inglés desde la fecha de la abdicación de su padre (25 de enero de 1327) hasta el nacimiento de su sobrino Eduardo de Woodstock (15 de junio de 1330).

## Vida
Juan nació en el Palacio de Eltham, Kent. A la edad de doce años, que fue nombrado conde de Cornualles el 6 de octubre de 1328. Atrapado en medio de la guerra entre su padres, Eduardo e Isabel, su niñez fue turbulenta. 
Se conoce poco sobre él, pero la mayoría de los relatos históricos dicen que era muy competente y altamente confiable. Era muy unido a su hermano Eduardo III y fue nombrado "Guardián del reino" cuando su hermano Eduardo se encontraba fuera del país, fue el encargado de abrir el Parlamento durante la ausencia de Eduardo, y fue nombrado Guardián de la Marca del norte, que le dio una autonomía virtual en esa parte de Inglaterra.
Media docena de novias se le habían propuesto, la mayoría eran las hijas de reyes de toda Europa. Finalmente, María, hija ilegítima de Alfonso IV de Portugal fue elegida, pero Juan murió antes del matrimonio.
A los diecisiete años fue comandante clave en la batalla de Halidon Hilla (1333), una derrota devastadora para los escoceses. Más tarde mandó un ejército en el suroeste de Escocia que dejó resistencia a Edward Balliol, cuyas demandas al trono de Escocia fueron apoyados por Inglaterra.
Según los relatos de Escocia, consideraban a Juan como un destructor despiadado, que quemó la abadía de Lesmahagow cuando estaba llena de personas que habían buscado refugio de la ira de las tropas inglesas. A medida que el cronista escocés Juan de Fordun dice, esta violación de las leyes sagradas del santuario habían enfurecido al rey Eduardo III que mató a su propio hermano con furia. De acuerdo al moderno historiador Tom Beaumont James, este cuento "desafía la distinción entre la historia y la historia."
Juan murió, poco después de cumplir los 20, en Perth, probablemente de fiebre. Eduardo enterró a su hermano con todos los honores en una hermosa tumba en la abadía de Westminster, en enero de 1337, y acudía a misas por su alma regularmente.